# 克里夫蘭鎮區 (密蘇里州卡勒韋縣)
克里夫蘭鎮區（英語：Cleveland Township）是位於美國密蘇里州卡勒韋縣的一個行政鎮區。

## 地方資料
克里夫蘭鎮區的面積為67.82平方千米，當中陸地面積為67.44平方千米，而水域面積為0.38平方千米。根據2020年美國人口普查的數據，當地共有人口644人，而人口密度為每平方千米9.5人。